# Чаткал
Чатка́л (кирг. Чаткал, узб. Chatqol, Чатқол) — горная река в Кыргызстане и Узбекистане, до образования Чарвакского водохранилища являлась левой составляющей реки Чирчик (бассейн Сырдарьи). В верхнем течении носит название Каракульджа́ или Кара-кульджа (кирг. Каракульжа).

## Этимология
Точное значение топонима неизвестно. Согласно М. С. Андрееву, слово это близко к слову «берёза», и изначально относилось к горам Чадгал, читавшееся ранее у средневековых арабских авторов (например, у Ибн Хаукаля) как Джидгиль. С. К. Караев обнаружил, что в дарвазском говоре таджикского языка слово означает «берёза», однако во многих тюркских языках чаткал означает «пересечённая местность», «ущелье», «впадина между двух гор», и считал возможным связать это древнее слово с рекой, рукавом реки. Подобного же мнения придерживается топонимист К. Конкобаев.

## Описание

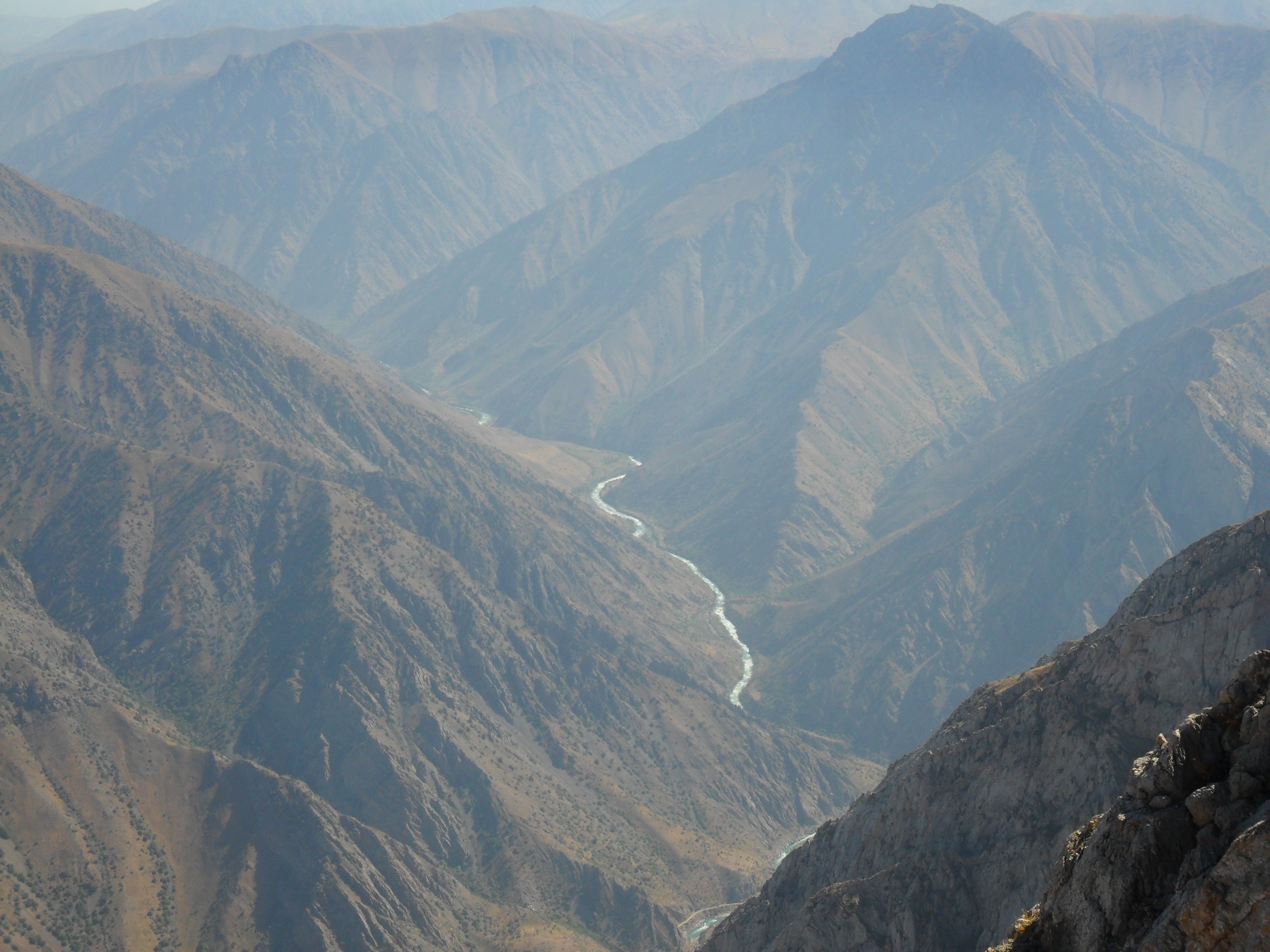
Вид на Чаткал с пика Охотничий (Аукашка)

Длина 217 км, площадь бассейна 7110 км². Берёт начало на юго-западных склонах хребта Таласский Ала-Тоо. Течет в основном на запад по самой западной части Тянь-Шаня между хребтами Сандалашским и Коксуйским на севере и Чаткальским на юге. В верхнем течении протекает в широкой долине с крутыми склонами, ниже впадения реки Терс — в глубоком ущелье. Впадает в Чарвакское водохранилище неподалёку от посёлка Бурчмулла.
Вдоль реки располагаются лиственные леса, в среднем течении Чаткала по склонам растёт арча, дикая яблоня, алыча, боярышник, грецкий орех.
Питание преимущественно снеговое.

## Притоки
Самыми крупными притоками Чаткала являются слева: Терс (8,1 % от бассейна) и Акбулак (11,9 % от бассейна), справа: Сандалташ (16,8 % от бассейна) и Коксу (5,9 % от бассейна). Средний расход воды близ устья 72,6 м³/сек, максимальный 180 м³/сек.
На территории Республики Узбекистан Чаткал принимат следующие притоки (по направлению от истока к устью):
- Акбулак — на границе Кыргызстана и Узбекистана (слева);
- Казанаксай (справа);
- Худойдодсай (справа);
- Чукраксу (справа);
- Пальтау (справа);
- Янгикургансай — с середины весны по конец осени впадает в Чарвакское водохранилище (слева);
- Коксу — с середины весны по конец осени впадает в Чарвакское водохранилище (справа).

В окрестностях посёлка Оби-рахмат (Аурахмат) в 2003 году на берегу правого притока Чаткала речки Пальтау в гроте Оби-Рахмат (41°34"08, 8" с. ш., 70°08"00, 3" в. д.) были найдены останки мальчика 9—12 лет, похожего на неандертальца и кроманьонца. Возраст останков — не менее 50 тысяч лет.

## Туризм

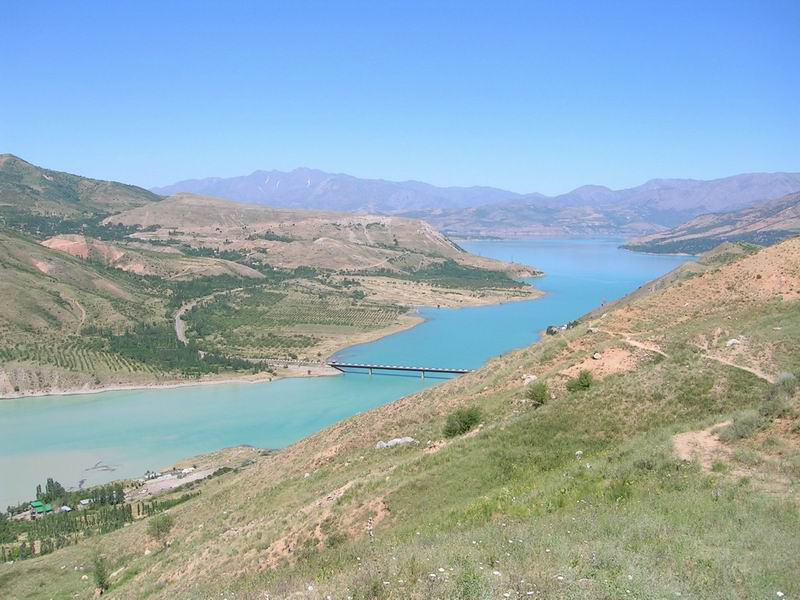
Впадение Чаткала (слева) в Чарвакское водохранилище

В советское время через Чаткал проходили популярные туристические маршруты (например Алямское кольцо), река пользовалась популярностью у любителей водного туризма. В октябре 1975 г. на реке Чаткал в районе Бричмуллы были проведены Вторые Всесоюзные соревнования по технике водного туризма, посвященные 30-летию Победы советского народа над фашистской Германией. В соревнованиях приняли участие 22 команды союзных республик, городов Москвы и Ленинграда. В настоящее время из-за пограничных вопросов, туризм на Чаткале затруднён.